# 黒鳥観音
黒鳥観音（くろとりかんのん）は、山形県東根市にある曹洞宗の寺院。山号は東根山。東根山秀重院とも称するが、一般的に黒鳥観音と呼ばれている。
元は真言宗の寺院であり、御本尊は、慈覚大師作の十一面観世音菩薩。
本堂内には写真を含むムカサリ絵馬が多数奉納されている。
山上境内の駐車場周辺は黒鳥公園になっており、公園の東屋（展望台）からは眼下に村山盆地や東根市街地、遠くに月山・葉山・鳥海山（旧出羽三山）を見渡せる。

## 歴史・由来
723年（養老7年）に大和国長谷寺の十一面観音を勧請し祠を山腹に建てた、あるいは871年（貞観13年）に郡司の伴直道が奉祀したのが創建との伝承がある。
秀重院の縁起によれば、享保年間（1716年-1735年）、別当の龍興寺の崇容和尚の代に観音堂の再建が発願、完工されたという。その後龍興寺が衰退し無住寺となったため、地元の信者による管理期間を経て1820年（文政3年）以降は秀重院が別当となる。現在は秀重院の直接管理を離れているが、歴史的な関係で黒鳥観音での朱印には今も秀重院の名が記されている。
ふもとには鶴ヶ池、亀ヶ池という2つの池があり、かつての観音堂はそのほとりにあったが、火災で焼失し山上の現在地に移されたという。境内の石段は改築の際に蟹沢村の知開坊が作ったとされる。梵鐘には1675年（延宝3年）に奉納、その後1802年（享和2年）に龍興寺の高寛和尚の代に再建と記録されていたというが、太平洋戦争時に金属供出され現存しない。現在の梵鐘は1950年（昭和25年）に再建されたものである。

## アクセス
- 車
  - 駐車場あり。
    - 大型は参道入口に駐車、中型・小型は参道横の坂道を登り切った山上境内に駐車。

  - JRさくらんぼ東根駅より約7分。
  - 東北中央自動車道東根ICより約15分。
    - 距離では東根北ICの方が近いが、その場合の最短経路だと大けやきラ・ラ・ラ通り（小田島（東根）城下の名残をとどめる伝統の商店街。本町商店街。）の隘路部を通過することになる。

  - （山形・新庄方面より）国道13号より県道122号を仙台方面に進み、東根市民体育館先の大森山交差点を左折、白水川にかかるかささぎ橋を渡りすぐ右折。
  - （仙台方面より）国道48号より東根市関山交差点を右折し東根市街地方面に進み、大森山交差点を右折、白水川にかかるかささぎ橋を渡りすぐ右折。

## 前後の札所
最上三十三観音霊場
18 岩木観音　--　19 黒鳥観音　--　20 小松沢観音